# Praudzinskaja
Praudzinskaja (biał. Праўдзінская, ros. Правдинская, Prawdinskaja) – wieś na Białorusi, w obwodzie witebskim, w rejonie szarkowszczyńskim, w sielsowiecie Bildziugi. W 2019 liczyła 4 mieszkańców.